# No Surrender (2011)
L’édition 2011 de No Surrender est une manifestation de catch professionnel télédiffusée et visible uniquement en paiement à la séance. L'événement, produit par la Total Nonstop Action Wrestling (TNA), s'est déroulé le 11 septembre 2011 à Orlando, en Floride. Les douze membres des Bound for Glory Series (AJ Styles, Gunner, Bully Ray, Beer Money, Rob Van Dam, Samoa Joe, Crimson, Scott Steiner, The Pope, Matt Morgan et Devon sont en vedette de l'affiche officielle. Ce PPV est la route pour Bound for Glory (en:Road to Bound for Glory) le plus grand ppv de l'année TNA.

## Contexte
Les spectacles de la Total Nonstop Action Wrestling en paiement à la séance sont constitués de matchs aux résultats prédéterminés par les scénaristes de la TNA. Ces rencontres sont justifiées par des storylines — une rivalité avec un catcheur, la plupart du temps — ou par des qualifications survenues dans les émissions de la TNA telles que TNA Xplosion et TNA Impact!. Tous les catcheurs possèdent un gimmick, c'est-à-dire qu'ils incarnent un personnage gentil ou méchant, qui évolue au fil des rencontres. Un pay-per-view comme Hardcore Justice est donc un événement tournant pour les différentes storylines en cours.

## Tableau des matchs
| #                                                          | Match                                                                        | Stipulation                                                                               | Durée |
| ---------------------------------------------------------- | ---------------------------------------------------------------------------- | ----------------------------------------------------------------------------------------- | ----- |
| 1                                                          | Jesse Sorensen bat Kid Cash                                                  | Match simple pour détérminer le challenger no 1 au Championnat de la Division X de la TNA | 7:55  |
| 2                                                          | Bully Ray bat James Storm par DQ                                             | Match simple dans le Bound for Glory Series                                               | 11:48 |
| 3                                                          | Winter bat Mickie James (c)                                                  | Match simple pour le championnat féminin des Knockouts de la TNA                          | 8:38  |
| 4                                                          | Mexican America (Hernandez et Anarquia) (c) battent Devon et D'Angelo Dinero | Tag team match pour le Championnat du monde par équipe de la TNA                          | 9:45  |
| 5                                                          | Matt Morgan bat Samoa Joe                                                    | Match Simple                                                                              | 11:35 |
| 6                                                          | Robby Roode bat Gunner                                                       | Match simple dans le Bound for Glory Series                                               | 11:58 |
| 7                                                          | Austin Aries bat Brian Kendrick (c)                                          | Match simple pour le Championnat de la Division X de la TNA                               | 13:24 |
| 8                                                          | Robby Roode bat Bully Ray.                                                   | Match simple en finale du Bound for Glory Series                                          | 12:30 |
| 9                                                          | Kurt Angle (c) bat Sting et Mr.Anderson.                                     | Match Triple Menace pour le Championnat du monde-poids de la TNA                          | 15:28 |
| (c) désigne le champion défendant son titre dans le match. |                                                                              |                                                                                           |       |